# Брумиди, Константин
Константин Брумиди (греч. Κωνσταντίνος Μπρουμίδης — Константинос Брумидис, итал. Costantino Brumidi — Костантино Брумиди; 26 июля 1805, Рим — 19 февраля 1880, Вашингтон (округ Колумбия)) — американский художник греко-итальянского происхождения, более всего известный и почитаемый за украшение росписью здания Капитолия.

## Родители и молодость
Константин Брумиди родился в Риме, в 1805 году. Его отец, Ставрос Брумидис, был уроженцем греческого города Филиатра, западный Пелопоннес и содержал в Риме кафе. Его мать, Анна Бьянчини, была коренной римлянкой.
Константин проявил свой талант в молодом возрасте. Поступив в 13-летнем возрасте в школу при римской художественной академии (Академия Святого Луки), Константин учился живописи в общей сложности 14 лет, проявив своё мастерство в фресках. Константин расписал несколько римских дворцов, среди которых был и палаццо Торлония. Папа Григорий XVI предоставил ему работу в Ватикане, где он проработал 3 года.

## Эмиграция и последующая работа
Военная оккупация Рима французским войсками, в 1849 году, вынудила Константина, присоединившегося к кратковременной римской республике (см. Рисорджименто), к эмиграции. Брумиди отправился в США, где через несколько лет, в 1852 году, он стал американским гражданином и поселился в городе Нью-Йорке. Написав несколько портретов, Брумиди впоследствии принял более важные работы, основной из которых была фреска Распятие (казнь) в церкви Святого Стефана, для которой он также выполнил Муки Св. Стефана (Стефан Первомученик) и Вознесение Девы Марии. Он также написал фрески в часовне Тэйлора (Taylor’s Chapel), Балтимор, Мэриленд.
В 1854 году Брумиди отправился в Мексику, где он написал аллегорическое изображение Святой Троицы в кафедральном соборе города Мехико. На обратном пути в Нью-Йорк он остановился в Вашингтоне и посетил Капитолий. Впечатлённый возможностью расписать обширные внутренние поверхности, Брумиди предложил свои услуги генерал-квартирмейстеру Montgomery C. Meigs. Предложение было принято и одновременно ему было присвоено звание капитана от кавалерии.
Его первой работой в здании Капитолия стал зал заседаний сельскохозяйственного комитета США. Поначалу он получал 8 долларов в день, пока Jefferson Davis, в то время военный секретарь США, не помог увеличить заработок до 10 долларов в день. Работа Брумиди вызвала благоприятное внимание, он получил другие заказы и постепенно укрепился в должности правительственного художника. Его основной работой в Вашингтоне стала Ротонда Капитолия, включая Апофеоз Джорджа Вашингтона на куполе и аллегорические сцены из американской истории. Работа Брумиди в Ротонде к его смерти осталась незавершённой, но он успел расписать много других участков здания, в особенности переходы залов на сенатской стороне Капитолия, известных сегодня под именем «Коридоры Брумиди».
В кафедральной базилике Святых Петра и Павла в городе Филадельфия Брумиди написал образы Святого Петра и Святого Павла. В своих работах в Вашингтоне Брумиди, своей чёрно-белой имитацией барельефа, добился поразительного эффекта. Он расписал также вход в зал Saleaudo, в Фредерик (Мэриленд), который числится в национальном реестре (Национальный реестр исторических мест США).
1 июля 2008 ему посмертно присуждена Золотая медаль Конгресса США.